# 이사벨라 고메스
이사벨라 고메스(Isabella Gomez, 1998년 2월 9일 ~ )는 콜롬비아계 미국의 배우이다.

## 텔레비전
- 모던 패밀리
- 빅 히어로 시리즈
- 프린세스 스타의 모험일기